# Luis Miguel Nava
Luis Miguel Nava (* 29. Dezember 1957 in Viseu, Portugal; † 10. Mai 1995 in Brüssel, Belgien) war ein portugiesischer Dolmetscher und Schriftsteller. Als Autor war er vor allem als Lyriker und Essayist bekannt. Er gilt bis heute als Portugals avantgardistischster und modernster junger Lyriker der 1980er Jahre.

## Leben und Wirken
Nava wurde in Viseu geboren und zog als Student nach Lissabon, wo er Romanistik studierte und von 1981 bis 1983 als Dozent wirkte. Dann ging er von 1983 bis 1986 nach Oxford, wo er als Dozent für Portugiesische Sprache tätig war. Ein guter Freund von Nava war der Dichter Gastão Cruz. Seit 1986 war er bis zu seinem Tod als einer der offiziellen Dolmetscher beim Rat der Europäischen Union in Brüssel tätig.
Am 8. Mai 1995 wurde Nava im Alter von 37 Jahren brutal ermordet und am 10. Mai 1995 in seiner Wohnung in Brüssel aufgefunden. Verdächtigt wurde sein Lebenspartner Mohamed Tourki. Als Motiv gab er Spannungen und Differenzen in der Beziehung des homosexuellen Paares an. Da durch Tourki mehrere Wertgegenstände und Kreditkarten entwendet sowie das Konto des Getöteten mit 50.000 Franc (etwa 1.200 €) belastet wurde, verwarf das Gericht diese Schutzbehauptung und verurteilte ihn am 27. September 1996 zu 25 Jahren Haft wegen Mord.

## Lyriker des Körpers und des Mannes
Als Literat war er seit seiner Adoleszenzzeit tätig. Er veröffentlichte vor allem Lyrik und Essays. Oftmals gilt er als bedeutendster junger portugiesischer Lyriker der 1980er Jahre. Zeit seines Lebens umgab ihn eine gewisse Todesahnung, die ihn vermuten ließ, er werde relativ jung sterben. Dies führte dazu, dass er bereits als junger Mann ein Testament schrieb, in dem er die Einrichtung einer Luis-Nava-Stiftung wünschte. Viele seiner Gedichte sind von permanentem Todestrieb getrieben und die letzten drei Bände von Dunkelheit, Chaos und Melancholie durchzogen.
Sein Werk war in dieser Form neu für Portugal: Er nutzte beinahe halluzinatorische Synästhetik, beschrieb den (männlichen) Körper von außen und innen in allen nur genauesten Einzelheiten und scheute dabei auch vor sexuellen Beschreibungen nicht zurück. Vom Alltagsgegenstand, über den Ozean und den Himmel bis zur Natur und Landschaften, Vergangenheit, Gegenwart, Zukunft und Erinnerung gab es nichts, was er in seiner Poesie nicht beschrieb, in dieser Vehemenz bis dahin einzigartig in Portugal. In seiner Poesie wollte er die ganze Welt, alle mit allen und alles mit allem verbinden. Sie ist stark metaphysisch geprägt und durchaus oft Angriffspunkt konservativ-reaktionär-bürgerlicher Kreise gewesen. Sein Werk ist bisher nur ins Französische übertragen worden.

## Die Luis-Miguel-Nava-Stiftung
Testamentarisch hatte sich Nava nach seinem Tod die Einrichtung einer Poesie-Stiftung gewünscht, die zum einen sein Erbe und Nachlass verwalten sollte und zum zweiten auf populärwissenschaftlicher Ebene die Poesie erforschen und sie für die Gegenwart greifbar machen sollte. Daneben wurde auch eine Zeitschrift für Lyrik herausgegeben und ein Preis gestiftet. 
Dem Stiftungsvorstand gehört heute als Präsident der Freund von Nava, der Dichter Gastão Cruz, sowie der Dichter Luis Quintais und andere Poeten an. Das monatlich erscheinende Magazin „Relâmpago“ (dt.: Blitz) bringt oftmals ausführliche und wissenschaftlich fundierte Porträts portugiesischer Lyriker und Poeten in leichtverständlicher Sprache. Dazu zählen Klassiker wie der Nationaldichter Camões ebenso wie moderne und zeitgenössische Autoren wie etwa Alexandre O’Neill, António Ramos Rosa oder Eugénio de Andrade. Der seit 1998 ausgeschriebene und seit 2007 nur noch zweijährlich verliehene Luis-Miguel-Nava-Preis, mit 5000 Euro dotiert (Prémio Luis-Miguel-Nava), wurde unter anderen an so bekannte Persönlichkeiten wie Sophia de Mello Breyner Andresen (1998), Luis Quintais (2005), Antonio Ramos Rosa (2006) oder Pedro Tamen (2007) verliehen.

## Auszeichnung
- Prémio der Sociedade Portuguesa de Autores, 1979.

## Werk

### Lyrik
- Películas, 1979.
- A Inércia da Deserção, 1981.
- Como Alguém Disse, 1982.
- Rebentação, 1984.
- O Céu sob as entranhas, 1989.
- Vulcão, 1994.
- Poesia completa- 1979 bis 1994, erschienen 2002.

### Essayistik
- O pão a culpa a escrita, 1982.
- Poesia de Rodrigues Lobo, 1985.
- O essencial sobre Eugénio de Andrade, 1987.
- Anthologie de poesie portugaise, 1960-1990; 1991.
- Ensaios reunidos, 2004, (posthum).